# Bill Green (Hammerwerfer)
William Ernest „Bill“ Green (* 28. April 1960 in Laurel, Maryland) ist ein ehemaliger US-amerikanischer Hammerwerfer.
Bei den Olympischen Spielen 1984 in Los Angeles wurde er Sechster.
1986 wurde er US-Meister. Seine persönliche Bestleistung von 77,72 m stellte er am 18. April 1987 in Culver City auf.
Bei den Panamerikanischen Spielen 1987 in Indianapolis belegte er den zweiten Platz, wurde aber disqualifiziert, nachdem in seiner Dopingprobe ein überhöhter Testosteronwert entdeckt worden war. Nach Ablauf der wegen dieses Verstoßes gegen die Dopingbestimmungen verhängten zweijährigen Sperre trat er nicht mehr zu Wettkämpfen an.